# Dunkelsäger
Der Dunkelsäger (Mergus octosetaceus) ist eine Art aus der Familie der Entenvögel und zählt zu den Sägern. Die Art kommt in Südamerika vor und zählt zu den seltensten Entenvögeln weltweit. Vermutlich beträgt die Weltpopulation weniger als 250 Exemplare.

## Erscheinungsbild
Der Dunkelsäger erreicht eine Körperlänge von 49 bis 51 Zentimeter und wiegt zwischen 600 und 700 Gramm. Er ist insgesamt etwas kleiner als der eurasische Mittelsäger. In seinem Verbreitungsgebiet kann der Dunkelsäger nur mit der Kormoranart Phalacrocorax olivaceous verwechselt werden, da beide ein ähnliches dunkles Federkleid aufweisen und sich von der Körpergröße entsprechen. Der Dunkelsäger hat jedoch die charakteristische Sägergestalt. Er fliegt sehr schnell und hat dabei meist eine niedrige Flughöhe. Im Flug fallen die weißen Flügelspiegel auf, die bei den Kormoranen fehlen. Die beiden Geschlechter gleichen sich weitgehend. Die Weibchen sind lediglich geringfügig kleiner und bei ihnen ist die Federhaube weniger stark ausgeprägt. 
Dunkelsäger tragen ein Ganzjahreskleid. Kopf, Hals und der Oberkörper haben ein dunkelbraunes Gefieder, das leicht grünlich schimmert. Die einzelnen Schopffedern hängen bis zu den Schultern herab. Die Brust und der Unterkörper sind blassbraun und weisen eine sehr feine graue Zeichnung auf. Der Schnabel ist schwarz, die Beine sind rot und die Iris ist braun. Bei Jungvögeln ist die Brust grau und es fehlt die Federhaube. Die Wangen und der Hals sind weißlich. Sie weisen außerdem einen weißen Augenring auf. Der Oberschnabel ist bei ihnen dunkel, während der Unterschnabel rötlich ist. Küken sind an der Körperoberseite schwarz und haben an den Flanken, am Rumpf sowie auf den Federn weiße Flecken. Das Gesicht weist die für Säger typische schwarzweiße Zeichnung auf. Es fehlen allerdings die für Säger-Küken typischen rotbraunen Farbübergänge. Der Schnabel ist schwarz. Füße und Beine sind dunkelgrau, die Schwimmhäute schwarz. Die Iris ist grau.

## Verbreitung und Bestand
Der Dunkelsäger ist eine endemische Art des tropischen und subtropischen Südamerikas. Sein ursprüngliches Verbreitungsgebiet umfasst den Süden und die Mitte Brasiliens, den Nordosten Argentiniens und Teile Paraguays. Heute kommt die Art nur noch im äußersten Norden Argentiniens sowie an einigen Orten in Brasilien vor. In Argentinien ist allerdings trotz intensiver Suche seit 1992 nur ein einziger Dunkelsäger gesichtet worden und es scheint, dass diese Art dort mittlerweile ausgestorben ist. Das Verbreitungsgebiet ist grundsätzlich immer dünn besiedelt, da Brutpaare territorial sind und ein Revier besetzen, dass durchschnittlich neun Kilometer eines Flusslaufes umfasst. Die Art galt gegen Ende der ersten Hälfte des 20. Jahrhunderts bereits als ausgestorben. 1947 wurde sie zufällig wiederentdeckt. Ein argentinisches Forschungsteam unternahm deshalb 1948 und 1954 entsprechende Untersuchungen, die ergaben, dass die Art zwar nirgendwo häufig vorkam, dass aber die Mittel- und Oberläufe der östlichen Zuläufe des Río Paraná von Dunkelsägern besiedelt waren.
Insgesamt beträgt die Individuenzahl vermutlich weniger als 250 Exemplare, auch wenn die Populationsgröße nur sehr schwer feststellbar ist. Der Dunkelsäger steht sowohl in Brasilien wie auch in Argentinien unter Schutz.
In Argentinien ist die Populationsgröße sehr gering. Dort hat man die Art 2002 am Arroyo Uruzú beobachtet, nachdem in den 10 vorangegangenen Jahren keine Dunkelsäger in Argentinien nachgewiesen worden waren. Ein Aussterben hier scheint unvermeidlich. In Brasilien kommt der Dunkelsäger unter anderem in drei Nationalparks vor. Zu den wichtigsten Verbreitungsgebieten zählt der Nationalpark Serra da Canastra, wo man 1996 sechs Brutpaare zählte. Im Jahre 2002 betrug die Zahl der Vögel dort 81. Eine weitere Population entdeckte man am Rio São Francisco im Westen von Bahia. Dieses Gebiet steht allerdings nicht unter Schutz. In Paraguay wurde die Art das letzte Mal 1984 beobachtet; inzwischen existieren dort für sie keine geeigneten Lebensräume mehr. 
Ursache des Bestandsrückgangs ist vermutlich vor allem eine Trübung des Wassers durch Abbau von Rohstoffen am Oberlauf des Flusses. Auch die Abholzung der Galeriewälder sowie Holzeinschlag in den Wäldern trägt dazu bei, dass der Lebensraum des Dunkelsägers sich so verändert, dass er ihnen keine geeigneten Lebensbedingungen mehr bietet. Wasserkraftwerke sind ein weiterer Grund für den Rückgang dieser Art. Im Nationalpark Serra da Canastra besteht außerdem eine Gefährdung durch den Abbau von Diamanten.

## Lebensraum
Der Dunkelsäger ist ein Bewohner klarer Flüsse, die durch subtropischen Wald und Grasland mit Galeriewald fließen. Nach Beobachtungen geht man davon aus, dass er bevorzugt Oberläufe besiedelt. Die Höhenverbreitung reicht von 200 Meter bis 1400 Meter NN. Die Flüsse, die er besiedelt, mäandrieren und weisen Stromschnellen und kleine Wasserfälle auf, die mit Staustrecken und ruhigen Kolken wechseln. 
Wie viele Entenvögel, die an Flussufern brüten, ist der Dunkelsäger ausgesprochen territorial. Nach bisherigen Erkenntnissen scheint ein einzelnes Paar mindestens acht Kilometer Flussufer als Revier zu beanspruchen. Abhängig von der genauen Beschaffenheit besetzen einige Paare sogar Reviere mit einer Uferlänge von 14 Kilometern. Die Größe des Territoriums scheint mit der Anzahl an Wasserfällen, Stromschnellen und der generellen Fließgeschwindigkeit des Wassers in Zusammenhang zu stehen. Es gibt außerdem Vermutungen, dass sich der Dunkelsäger besonders deshalb an diesen Flussläufen aufhält, weil dort eine geringere Anzahl von großen Fischarten vorkommt, die den Küken gefährlich werden können.

## Nahrung und Nahrungsweise
Der Dunkelsäger ernährt sich nahezu ausschließlich von Fischen. Diese sucht er vorwiegend in Stromschnellen. In tieferem Wasser taucht er auch nach Nahrung und bleibt dann zwischen neun und 27 Sekunden unter Wasser. Auf Grund von Magenanalysen, die in den 1950er Jahren durchgeführt wurden, frisst er vor allem Fische in einer Länge von sechs bis 19 Zentimeter. Ein Individuum in dieser Untersuchung hatte abweichend davon überwiegend Fliegenlarven im Magen sowie zu einem geringen Anteil auch Schneckenlarven. Das wird als Hinweis darauf gewertet, dass diese Art zumindest zeitweise auf Wirbellose als wichtigste Nahrungsquelle angewiesen ist.
Die Nahrungssuche findet vorwiegend morgens und abends statt. Den größten Teil seiner übrigen Zeit sitzt der Dunkelsäger im Schatten von Felsen, Stämmen oder Zweigen an. Durch das dunkle Gefieder ist der Dunkelsäger nur schwer gegen das strömende Wasser auszumachen.

## Fortpflanzung

### Balz
Über das Fortpflanzungsverhalten des Dunkelsägers liegen bislang nur unzureichende Daten vor. Beobachtet wurden Verfolgungsjagden auf dem Wasser, bei denen ein Dunkelsäger einem anderen folgte. Die Vögel schwammen dabei kreisförmig und mit heftigen Flügelbewegungen. Dies ist sehr wahrscheinlich ein Bestandteil des Balzverhalten. Beobachtet wurde auch eine Kopulation zwischen zwei Dunkelsägern, bei dem im Vorfeld beide Geschlechter den Kopf heftig auf und ab bewegten. Während des eigentlichen Aktes verbiss sich der männliche Dunkelsäger in der Haube des Weibchens. 
Die Paarbindung besteht über lange Zeit. Die Paare halten sich ganzjährig in ihrem Brutrevier auf und sind sehr territorial. Gelegentlich kommt es zu Kämpfen mit Dunkelsägerpaaren, deren Revier angrenzt.

### Brutzeit und Aufzucht der Küken
Die Fortpflanzungszeit beginnt im Juni. Die Brutzeit fällt in den Juli, und von Ende Juli bis August können Küken beobachtet werden. Das einzige bisher beschriebene Nest befand sich in einer Baumhöhle 25 Meter über dem Erdboden. Das Nistmaterial bestand nur aus feinem, verrottendem Holz. Während das Weibchen brütete, hielt sich das Männchen in der Nähe am Fluss auf. Das Weibchen unterbrach die Bebrütung nur einmal am Tag und verließ dann das Nest für eine bis 1,5 Stunden. Die Zeit verbrachte es überwiegend mit Fressen und dem Putzen des Gefieders. Die später gefundenen Schalenreste waren hell cremefarben. 
Die Gelegegröße und Brutdauer ist unbekannt. Bei beobachteten Familienverbänden wurden vier, fünf und sechs Küken gezählt. Das Männchen ist an der Führung der Küken beteiligt. Die Küken fressen Wasserinsekten, die sie von der Wasseroberfläche aufpicken. In Stromschnellen wurden sie beobachtet, wie sie mit untergetauchtem Kopf nach Nahrung suchten. Zu den Prädatoren zählen der ebenfalls bedrohte Elsteradler, der Südamerikanische Fischotter (Lontra longicaudis) und sehr wahrscheinlich Salminus maxillosus, eine südamerikanische Fischart aus der Familie der Echten Salmler.
Unter idealen Bedingungen kann der Reproduktionserfolg sehr hoch sein. Im NationalparkSerra da Canastra zogen vier Brutpaare in nur fünf Jahren nachweislich insgesamt siebzig Jungvögel groß.

## Etymologie und Forschungsgeschichte
Die Erstbeschreibung des Dunkelsägers erfolgte 1817 durch Louis Pierre Vieillot unter dem wissenschaftlichen Namen Mergus octosetaceus. Als Verbreitungsgebiet nannte er Brasilien. Bereits 1758  führte Carl von Linné die Gattung Mergus ein. Der Begriff leitet sich von einem nicht identifizierter Wasservogel nach Plinius dem Älteren, Marcus Terentius Varro und dem Poeten Horaz ab. Der Artname »octosetaceus« leitet sich aus dem lateinischen Wort octa für acht und setaceus, saeta, seta für borstig, Borste ab. Arnaldo de Winkelried Bertoni hatte die Art im Departamento Alto Paraná nachgewiesen.

## Haltung in menschlicher Obhut
Ein Nachzuchtversuch in menschlicher Obhut wurde zu Beginn des 20. Jahrhunderts vorgenommen. Es gelang jedoch nicht, die gefangenen Altvögel einzugewöhnen. Ornithologen fordern dringend ein Zuchtprogramm für diese Art, um ein Aussterben möglicherweise noch zu verhindern.

## Belege